# Liste der Baudenkmäler in Lam
Auf dieser Seite sind die Baudenkmäler in dem Oberpfälzer Markt Lam zusammengestellt. Diese Tabelle ist eine Teilliste der Liste der Baudenkmäler in Bayern. Grundlage ist die Bayerische Denkmalliste, die auf Basis des Bayerischen Denkmalschutzgesetzes vom 1. Oktober 1973 erstmals erstellt wurde und seither durch das Bayerische Landesamt für Denkmalpflege geführt wird. Die folgenden Angaben ersetzen nicht die rechtsverbindliche Auskunft der Denkmalschutzbehörde.

## Baudenkmäler nach Ortsteilen

### Lam
| Lage                                                  | Objekt                                  | Beschreibung | Akten-Nr.     | Bild                           |
| ----------------------------------------------------- | --------------------------------------- | --- | ------------- | ------------------------------ |
| Arberstraße 44 (Standort)                             | Wohnhaus mit ehemaliger Schlosserei     | Zweigeschossiger und traufständiger Flachsatteldachbau, verputzter Ziegelbau mit Blockbau-Kniestock und Balkon mit Schmiedeeisengitter, um 1870/80 | D-3-72-138-29 | BW                             |
| Maria Hilf 1 (neben der Wallfahrtskapelle) (Standort) | Kalvarienbergkapelle                    | Giebelständiges offenes Gehäuse mit Satteldach, um Mitte 19. Jahrhundert; mit Ausstattung; Kalvarienberggruppe, drei Granitpfeiler mit Gusseisenkreuzen, bezeichnet mit 1849 | D-3-72-138-12 | BW                             |
| Maria Hilf 1 (Standort)                               | Katholische Wallfahrtskapelle Mariahilf | Saalbau mit eingezogenem Chor, abgewalmtem Satteldach und Dachreiter mit Spitzdach, 1752, erweitert 1904; mit Ausstattung | D-3-72-138-11 | BW                             |
| Marktplatz (Standort)                                 | Mariensäule und Kriegerdenkmal          | Marienfigur auf ionischer Säule mit Inschriftsockel in Einfassung mit Kugelpfosten, Granit, Figur Gusseisen, nach 1870/71 | D-3-72-138-4  | Mariensäule und Kriegerdenkmal |
| Marktplatz 6 (Standort)                               | Hotel Post                              | Dreigeschossiger Mansardwalmdachbau mit Putzgliederungen und Eisenbalkon, spätklassizistisch, 1893 | D-3-72-138-1  | BW                             |
| Marktplatz 7 (Standort)                               | Wohnhaus                                | Zweigeschossiger und traufständiger Satteldachbau mit Putzgliederungen und Eisenbalkon, historistisch, 1880/90 | D-3-72-138-2  | BW                             |
| Marktplatz 11 (Standort)                              | Katholische Pfarrkirche St. Ulrich      | Saalbau mit eingezogenem Chor, abgewalmtem Satteldach, Chorflankenturm mit Zwiebelhaube und Putzgliederungen, Neubau 1699–1765 unter Einbeziehung des gotischen Turms, Erweiterung des Langhauses 1905 durch Johann Baptist Schott; 13 Grabnischen mit Heiligenfiguren an der Nordseite des Friedhofs, giebelständige Rundbogengehäuse mit Frontsäulen, spätklassizistisch, Ende 19. Jahrhundert; Grabnischen mit Satteldächern, Pilastergliederungen und Heiligenfiguren an der Südseite des Friedhofs, spätklassizistisch, 1. Viertel 20. Jahrhundert; Zwei Kapellen, offene Gehäuse mit Krüppelwalmdach, die östliche mit Beweinungsgruppe, um 1900; Friedhofsmauer, Granitbruchstein, 17./18. Jahrhundert | D-3-72-138-3  | weitere Bilder                 |
| Marktplatz 22 (Standort)                              | Wohnhaus                                | Zweigeschossiger und giebelständiger Flachsatteldachbau mit Gesimsgliederung und Eisenbalkon, Letztes Viertel 19. Jahrhundert | D-3-72-138-5  | BW                             |
| Marktplatz 25 (Standort)                              | Schmiede                                | Zweigeschossiger und traufständiger Flachsatteldachbau mit Kniestock, Segmentbogenfenstern und Eisenbalkonen, Letztes Viertel 19. Jahrhundert | D-3-72-138-7  | BW                             |
| Sopperhof 2 (Standort)                                | Waldlerhaus                             | Zweigeschossiger und giebelständiger Flachsatteldachbau mit Blockbau-Obergeschoss, teilverputzt, 18./19. Jahrhundert | D-3-72-138-9  | BW                             |

### Baumlager
| Lage                   | Objekt                | Beschreibung                                                 | Akten-Nr.     | Bild |
| ---------------------- | --------------------- | ------------------------------------------------------------ | ------------- | ---- |
| Baumlager 1 (Standort) | Ehemaliges Bauernhaus | Zweigeschossiger und traufständiger Halbwalmdachbau, um 1900 | D-3-72-138-13 | BW   |

### Engelshütt
| Lage                           | Objekt              | Beschreibung | Akten-Nr.     | Bild |
| ------------------------------ | ------------------- | --- | ------------- | ---- |
| Am Anger 5 (Standort)          | Ehemaliges Gasthaus | Zweigeschossiger und giebelständiger Flachsatteldachbau mit Kniestock, Putzgliederungen, bezeichnet mit 1901                                      | D-3-72-138-15 | BW   |
| Am Anger 6 (Standort)          | Kapelle St. Erasmus | Abgewalmter Satteldachbau mit Fassadenturm und Spitzdach, 1745; mit Ausstattung                                                                   | D-3-72-138-14 | BW   |
| Holzmühler Straße 2 (Standort) | Bauernhaus          | Zweigeschossiger Walmdachbau mit Kniestock, Dachüberstand und Putzgliederungen, im Kern 18. Jahrhundert, Dacherneuerung 1. Hälfte 19. Jahrhundert | D-3-72-138-16 | BW   |

### Frahels
| Lage                           | Objekt                 | Beschreibung | Akten-Nr.     | Bild |
| ------------------------------ | ---------------------- | --- | ------------- | ---- |
| Frahelser Straße 10 (Standort) | Kapelle Mariä Opferung | Abgewalmter Satteldachbau mit eingezogener Apsis und Dachreiter mit Zwiebelhaube, wohl 2. Hälfte 19. Jahrhundert; mit Ausstattung | D-3-72-138-17 | BW   |

### Hinteröd
| Lage                  | Objekt     | Beschreibung | Akten-Nr.     | Bild |
| --------------------- | ---------- | --- | ------------- | ---- |
| Hinteröd 2 (Standort) | Bauernhaus | Zweigeschossiger und giebelständiger Flachsatteldachbau mit weitem Dachüberstand, Kniestock und Giebelschrot, wohl 19. Jahrhundert | D-3-72-138-18 | BW   |

### Hinterwaldeck
| Lage                        | Objekt     | Beschreibung                                                             | Akten-Nr.     | Bild |
| --------------------------- | ---------- | ------------------------------------------------------------------------ | ------------- | ---- |
| In Hinterwaldeck (Standort) | Hofkapelle | Giebelständiges offenes Gehäuse mit Satteldach, um 1800; mit Ausstattung | D-3-72-138-19 | BW   |

### Lambach
| Lage                  | Objekt                   | Beschreibung | Akten-Nr.     | Bild |
| --------------------- | ------------------------ | --- | ------------- | ---- |
| Lambach 18 (Standort) | Ehemalige Willmann-Villa | Jugendstil. Asymmetrisch gegliederter zweigeschossiger Walmdachbau, mit Risaliten und Schweifgiebeln, Erker und Eckturm mit Welscher Haube, Zierfachwerk und Werksteingliederungen in Granit, Neurenaissance, erbaut 1905 | D-3-72-138-20 | BW   |

### Rathgeb
| Lage                 | Objekt     | Beschreibung                                                               | Akten-Nr.     | Bild |
| -------------------- | ---------- | -------------------------------------------------------------------------- | ------------- | ---- |
| Rathgeb 3 (Standort) | Hofkapelle | Giebelständiger Satteldachbau mit Überstand und Dachreiter, wohl nach 1918 | D-3-72-138-21 | BW   |

### Schmelz
| Lage                                         | Objekt  | Beschreibung | Akten-Nr.     | Bild |
| -------------------------------------------- | ------- | --- | ------------- | ---- |
| Hinterschmelz 17/Schmelzer Riegel (Standort) | Kapelle | Abgewalmter Satteldachbau mit eingezogener Apsis und Glockendachreiter mit Zeltdach, nach 1900; mit Ausstattung | D-3-72-138-22 | BW   |

### Stierberg
| Lage                                | Objekt      | Beschreibung | Akten-Nr.     | Bild |
| ----------------------------------- | ----------- | --- | ------------- | ---- |
| Stierberg 2; Stierberg 3 (Standort) | Waldlerhaus | Eingeschossiger Flachsatteldachbau mit Blockbau-Kniestock und Giebelschrot, 1. Hälfte 19. Jahrhundert; Ehemaliger Getreidekasten, Ständerbau mit Satteldach, um 1800; Backofen, Bruchstein und Ziegel, 19. Jahrhundert | D-3-72-138-23 | BW   |

### Trailling
| Lage                   | Objekt                          | Beschreibung                                                                                              | Akten-Nr.     | Bild |
| ---------------------- | ------------------------------- | --- | ------------- | ---- |
| Trailling 3 (Standort) | Katholische Hofkapelle St. Anna | Abgewalmter Satteldachbau mit eingezogenem Chor und Dachreiter mit Zwiebelhaube, um 1700; mit Ausstattung | D-3-72-138-24 | BW   |

### Vorderöd
| Lage                   | Objekt      | Beschreibung | Akten-Nr.     | Bild |
| ---------------------- | ----------- | --- | ------------- | ---- |
| In Vorderöd (Standort) | Flurkapelle | Giebelständiger und abgewalmter Satteldachbau mit Glockendachreiter und Schindeldeckung, 1. Hälfte 19. Jahrhundert; mit Ausstattung | D-3-72-138-26 | BW   |

### Vorderwaldeck
| Lage                       | Objekt     | Beschreibung                                                         | Akten-Nr.     | Bild |
| -------------------------- | ---------- | -------------------------------------------------------------------- | ------------- | ---- |
| Vorderwaldeck 1 (Standort) | Hofkapelle | Offenes Gehäuse mit Satteldach, 18./19. Jahrhundert; mit Ausstattung | D-3-72-138-27 | BW   |